# Slukovec asijský
Slukovec asijský (Limnodromus semipalmatus) je druh slukovitého ptáka, který hnízdí na sibiřské Rusi, v Mongolsku a Číně a na zimu táhne hlavně do jihovýchodní Asie. Druh se vyznačuje dlouhým, rovným a po celé délce stejně robustním zobákem s tupou špičkou.

## Systematika
Druh popsal Edward Blyth v roce 1848. Řadí se do malého rodu Limnodromus v rámci čeledi slukovitých a řádu dlouhokřídlých. Netvoří žádné poddruhy.
Rodové jméno Limnodromus je kombinací starořeckých slov imnē („bažina“) a -dromos („běžec“). Druhové jméno semipalmatus pochází z latinského semi („polovina“ či „malý“) a palmatus („dlaňový“), což odkazuje k blanitým nohám.

## Rozšíření a populace
Hnízdí v několika geograficky oddělených stepních oblastech Asie od ruské západní Sibiře po jih Mongolska a severovýchodní Čínu. Mimo hnízdní období byli slukovci asijští zaznamenání ve velmi velkém areálu výskytu od Nového Zélandu a Austrálie přes jihovýchodní a jižní Asii po Japonsko, Koreu, Kazachstán a Uzbekistán. Těžiště výskytu v zimě se nachází na Jávě a Sulawesi. Celková populace se v roce 2016 odhadovala na cca 23 000 jedinců.

## Popis
Tento středně velký až větší bahňák dosahuje výšky 34–36 cm a váhy kolem 180 g. Křídlo je dlouhé 174–188 mm, zobák 75–88 mm, běhák 46–54 mm, ocas 60–67 mm. Tmavý zobák je dlouhý, statný, rovný a tupě zakončený. Ve svatebním šatu má načervenalou hlavu, hruď a hřbet, zatímco spodina je bílá. V prostém šatu má flekovanou šedohnědou hlavu, hruď a hřbet, spodina zůstává bílá.
Jak ve svatebním, tak v prostém šatu se velmi podobá břehoušovi rudému, se kterým často tvoří volná hejna, ve kterých mohou být slukovci asijští snadno přehlédnuti a považováni za mnohem početnější břehouše rudé. Klíčovým odlišovacím znakem slukovce asijského oproti břehoušovi rudém je jeho menší velikost (slukovec je o cca 15 % menší) a zobák, který je u slukovce rovný (u břehouše mírně prohnutý nahoru), konzistentně tmavý a stejně tlustý až ke špičce a ne zašpičatělý jako u břehouše rudého.

## Biologie

Pár slukovců asijských při hledání potravy v mělkých bahnitých vodách

Kontaktní volání představuje krátké čep-čep nebo čoup a měkké naříkající kiaou. Na hnízdištích se projevuje krátkým, měkkým opakovaným keuik nebo kru-ru. Živí se malými rybkami, larvami, žížalami, mnohoštětinatci, korýši a měkkýši. Potravu hledá jako typický bahňák, a sice v bahně, které za rozvážného pochodu propichuje zobákem .
Doba hnízdění se může silně lišit v závislosti na lokaci a aktuální hladině vody, nejčastěji jsou vejce kladena od konce května do počátku června. Slukovci asijští hnízdí v koloniích o cca 6–20 párech, které se často mísí s rybáky bělokřídlými (Chlidonias leucopterus). Hnízda jsou od sebe vzdálena 4–350 m. Typický hnízdní habitat tvoří řídce zarostlé travní sladkovodní i slané mokřady. Hnízdo představuje mělký důlek v zemi vystlaný trávou, případně zahnízdí na hromádce vegetace.
Po skončení doby hnízdění slukovci migrují na zimoviště, kde dolétávají někdy v září, aby se v dubnu vrátili zpět na hnízdiště. Migrují v malých hejnech. Mimo období tahu se vyskytují většinou v páru nebo menších hejnech, i když při sběru potravy nebo při hřadování mohou tvořit i hejna o 100 a více jedincích. V době zimování se vyskytují striktně u pobřeží.

## Ohrožení a ochrana
Mezinárodní svaz ochrany přírody hodnotí druh jako téměř ohrožený z důvodu relativně malé populace, která je podobně jako řada jiných populací slukovitých ptáků na ústupu vlivem úbytku přirozených stanovišť na zimovištích (vysoušení mokřadů a wattů za účelem výstavby i vysychání následkem globálního oteplování). Zranitelnost druhu spočívá i v tom, že více než polovina populace je závislá na jediném zimovišti v Indonésii (delta řeky Banyuasin). Mokřady kolem Lien-jün-kang v oblasti Žlutého moře poskytují důležitou tahovou zastávku až 90 % populace.